# Pantorrilla
La pantorrilla es la parte posterior de la pierna en el cuerpo humano, por debajo de la corva de la rodilla —el hueco poplíteo de la anatomía humana— y hasta el tobillo. 
La pantorrilla es abultada y carnosa —a diferencia de la parte opuesta: la espinilla—, ya que está formada por el tríceps sural que reúne tres músculos: los dos gemelos —interno y externo— y el sóleo.
En la parte delantera de la pantorrilla —la espinilla— se sitúan la tibia y el peroné.
En la Costa Caribe de Colombia, en Puerto Rico y en Venezuela se le hace llamar coloquialmente batata, posiblemente por analogía con el tubérculo.
En los animales se llama jarrete.